# Comesperma griffinii
Comesperma griffinii är en jungfrulinsväxtart som beskrevs av Gregory John Keighery. Comesperma griffinii ingår i släktet Comesperma och familjen jungfrulinsväxter. Inga underarter finns listade i Catalogue of Life.